# Charlie Kaufman
Charles Stuart Kaufman (Nueva York, Estados Unidos; 19 de noviembre de 1958) es un novelista, guionista, productor y director de cine estadounidense.
Escribió los guiones de Being John Malkovich (1999), Adaptation (2002) y Eternal Sunshine of the Spotless Mind (2004). Hizo su debut como director con la película Sinécdoque, Nueva York (2008) y prosiguió dirigiendo con la película de animación stop motion Anomalisa (2015) y I'm Thinking of Ending Things (2020). En 2020 hizo su debut como escritor con la novela Antkind. Ganó el Óscar al mejor guion original por el guion de Eternal Sunshine of the Spotless Mind.

## Trayectoria

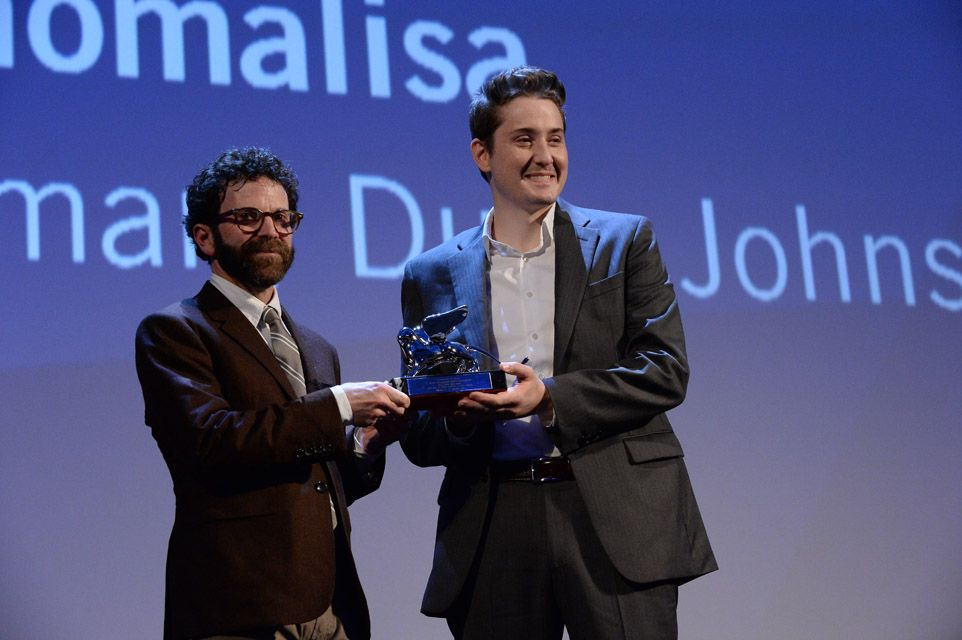
Charlie Kaufman y Duke Johnson aceptando el Gran Premio del Jurado por Anomalisa en 2015.

Charles Stuart Kaufman nació el 19 de noviembre de 1958 en la ciudad de Nueva York, Estados Unidos, en el seno de una familia judía. Inició su carrera como guionista en televisión, escribiendo dos episodios para la serie Búscate la vida, de Chris Eliott, así como una docena de otros episodios para programas como Ned y Stacey y The Dana Carvey Show.
Kaufman obtuvo su reconocimiento al escribir el guion de la película Being John Malkovich, filme que le valió una nominación al Óscar y al Globo de Oro y un premio BAFTA. También escribió el guion de la película Human Nature, la cual fue dirigida por Michel Gondry. Tiempo después trabajó con Spike Jonze otra vez escribiendo el guion, esta vez para la película El ladrón de orquídeas, la cual le valió otra nominación al Óscar y su segundo BAFTA. En dicha película se presentaba a un personaje, Charlie Kaufman, que resultaba ser una versión ligeramente ficticia del escritor.
Kaufman escribió también el guion de Confesiones de una mente peligrosa, película dirigida por George Clooney en su debut como director; un retrato biográfico de Chuck Barris, un presentador de un programa de concursos del cual se pensaba era un hombre clave de la CIA. Kaufman, muy molesto, criticó a Clooney por hacer alteraciones dramáticas al guion de la película sin siquiera consultarlo con él. El guionista afirmó en una entrevista con William Arnold: «Lo usual para un escritor es entregar un guion y luego desaparecer. Pero eso no es para mí. Quiero estar involucrado de principio a fin. Y estos directores —refiriéndose a Gondry y a Jonze— lo saben y lo respetan». Después de Confesiones de una mente peligrosa, Kaufman escribió el guion de Eternal Sunshine of the Spotless Mind, su segunda película con el director Michel Gondry, por la cual recibió su primer premio Óscar al mejor guion original, su tercer BAFTA y el prestigioso PEN American Center 2005.
Con la película de 2008 Sinécdoque, Nueva York, debutó como director. En 2015 estrenó la película de animación stop motion Anomalisa, en la que trabajó como director y guinoista. En 2020 estrenó su tercer filme, I'm Thinking of Ending Things, y tiempo después debutó como novelista con su libro Antkind.

## Filmografía

### Dirección
- 2008: Sinécdoque, Nueva York
- 2015: Anomalisa
- 2020: I'm Thinking of Ending Things

### Guion
- 1999: Being John Malkovich
- 2001: Human Nature
- 2002: Adaptation
- 2002: Confesiones de una mente peligrosa
- 2004: Eternal Sunshine of the Spotless Mind
- 2008: Sinécdoque, Nueva York
- 2015: Anomalisa
- 2020: I'm Thinking of Ending Things
- 2024: Orión y la oscuridad

## Premios y distinciones
Premios Óscar
| Año  | Categoría              | Película                              | Resultado |
| ---- | ---------------------- | ------------------------------------- | --------- |
| 2000 | Mejor guion original   | Being John Malkovich                  | Nominado  |
| 2003 | Mejor guion adaptado   | Adaptation                            | Nominado  |
| 2005 | Mejor guion original   | Eternal Sunshine of the Spotless Mind | Ganador   |
| 2016 | Mejor película animada | Anomalisa                             | Nominado  |

Premios Globos de Oro
| Año  | Categoría   | Película                              | Resultado |
| ---- | ----------- | ------------------------------------- | --------- |
| 2003 | Mejor guion | Eternal Sunshine of the Spotless Mind | Nominado  |

Premios BAFTA
| Año  | Categoría            | Película                              | Resultado |
| ---- | -------------------- | ------------------------------------- | --------- |
| 1999 | Mejor guion original | Being John Malkovich                  | Ganador   |
| 2002 | Mejor guion adaptado | Adaptation                            | Ganador   |
| 2004 | Mejor guion original | Eternal Sunshine of the Spotless Mind | Ganador   |

Festival Internacional de Cine de Venecia
| Año  | Categoría                              | Película  | Resultado |
| ---- | -------------------------------------- | --------- | --------- |
| 2015 | León de Plata                          | Anomalisa | Ganador   |
| 2015 | Festival de cine futuro Premio Digital | Anomalisa | Ganador   |

Sociedad de Boston de Críticos de Cine
| Año  | Categoría            | Película                              | Resultado |
| ---- | -------------------- | ------------------------------------- | --------- |
| 1999 | Mejor guion original | Being John Malkovich                  | Ganador   |
| 2002 | Mejor guion adaptado | Adaptation                            | Ganador   |
| 2004 | Mejor guion original | Eternal Sunshine of the Spotless Mind | Ganador   |